# バンカー条約
バンカ―条約（正式名称:二千一年の燃料油による汚染損害についての民事責任に関する国際条約 英:International Convention on Civil Liability for Bunker Oil Pollution Damage 略称:BUNKER バンカ―条約）は、海難事故における船舶の燃料（バンカー油）の流出による海洋の汚染損害の除去費用にまつわる損害と民事責任に関する国際条約。
2001年3月23日にイギリスのロンドンで署名され、2008年11月21日に施行。総排水量1,000トン以上の船舶に適用され、国際海事機関（IMO）によって寄託される。

## 概要
条約の目的は海難事故による汚染損害への責任の所在を明確にし、被災国が適切な補償を受けられる様にするため統一されたルールと手順を定めたものである。また、この条約は領海を含む領土、締結国の排他的経済水域（EEZ）に生じた損害に対し適用される。
燃料流出による汚染とその可能性やそれら措置、予防策に対する費用と予防措置が素因となる損害を対象としており、この条約は1969年に採択された油濁民事責任条約（International Convention on Civil Liability for Oil Pollution Damage, CLC条約）がモデルとなっており、CLC条約では船舶の燃料油にのみ限定されているが、バンカー条約では積載する全ての化石燃料に対し適用される。このほか、被災国が保険会社に対して賠償金を直接請求できる権利が明記されており、この制度によって船主の保険契約義務違反などを理由とした保険会社の支払い拒否対応が取れない仕組みとなっている。
日本では一定の大きさの船舶に対し保障契約の締結を義務付けているが、2013年3月に青森県沖で発生したカンボジア船籍の貨物船座礁重油流出事故（保険契約違反による未払いによる放置）、2016年5月に淡路島沖で発生したタイ船籍のクレーン台船座礁事故（保険会社免責を理由に未払いによる放置）など放置座礁外国船について保険金が支払われず被害者に対し賠償が行われない事案が多発したため、被害者を救済する目的でこのバンカー条約を国内向けに法制化した「船舶油濁損害賠償保障法の一部を改正する法律」が施行されている。
バンカー条約には2020年7月1日付けで日本は署名しており、10月1日から効力が発生した。

## 締結国
この条約は広く採用されているが、注目すべき国としてボリビアとホンジュラスがあり、この2か国は便宜置籍船国であるため条約に批准していない。また、アメリカも独自の国内法である1990年油濁法（Oil Pollution Act of 1990）を理由にCLC同様、批准していない。
2018年11月時点での締約国は90ヶ国に及ぶ。